# 中国地震局地球物理研究所
中国地震局地球物理研究所是中国地震局下属事业单位，地址位于北京市海淀区民族大学南路5号，北京舞蹈学院西侧，中央社会主义学院南侧。具有固体地球物理学和防灾减灾工程与防护工程硕士学位授权点。固体地球物理学博士学位授权点。有博士后流动站。
主要研究方向为地震学、地球物理学。
《地震学报》、《地震地磁观测技术》等学术杂志编辑部在此研究所内。